# Inaruwa
Inaruwa (in nepalese इनरुवा) è una municipalità del Nepal, capoluogo del distretto di Sunsari.